# Lupus eritematós
El lupus eritematós fa referència a un tipus de malalties autoimmunitàries en les quals el sistema immunitari humà es torna hiperactiu i ataca teixits. Els símptomes i signes d'aquestes malalties poden afectar molts sistemes corporals diferents, incloent-hi les cèl·lules de les articulacions, cor i pulmons. La forma més comuna i més greu és el lupus eritematós sistèmic (LES).

## Classificació
El lupus eritematós pot manifestar-se com a malaltia sistèmica o en una forma purament cutània també coneguda com a lupus eritematós incomplet. El lupus té quatre tipus principals:
- sistèmic
- discoide
- induït per fàrmacs
- neonatal

## Diagnòstic
El diagnòstic de lupus variarà de persona a persona. És comú que es diagnostiqui d'altres malalties abans que es pugui finalment donar un diagnòstic de lupus perquè molts dels símptomes es superposen amb altres malalties comunes.